# Gilbert-Hercule Guillemot
Gilbert-Marie-Hercule Guillemot (15 août 1799 à Thiers - 18 septembre 1874 à Paris) est un journaliste et administrateur français.

## Biographie
Arrière petit-fils de Jean-Louis Alléon-Dulac, il est l'un des principaux rédacteurs du Journal du commerce entre 1820 et 1830, et en prend la tête en 1831. Rédacteur en chef du Messager, Guillemot est l'un des fondateurs du Siècle, dont il est également le rédacteur en chef politique. Il est brièvement, du  1er mai au 1er novembre 1840 rédacteur en chef du Capitole. En 1841, Georges Humann, ministre des Finances, le nomme sous-directeur des régies, mais quatre années plus tard il donne sa démission et redevint journaliste.
Il retourne au ministère des Finances en 1848 dont il est nommé secrétaire général, puis le mois suivant et jusqu'en 1873, directeur général de la Caisse d'amortissement et de la Caisse des dépôts et consignations.
Nommé conseiller d'État, il est élu conseiller général du Puy-de-Dôme pour le canton de Thiers, de 1859 à 1871.
Il est commandeur de là Légion d'Honneur depuis le  16 août 1860, commandeur des Saints- Maurice et Lazare, et de l'ordre de Charles III d'Espagne.

## Sources
- Georges Bonnefoy, Histoire de l'administration civile dans la province d'Auvergne et le département du Puy-de-Dôme, depuis les temps les plus reculés jusqu'à nos jours: suivie d'une revue biographique illustrée des membres de l'état politique moderne, 1902.